# Amnuay Viravan

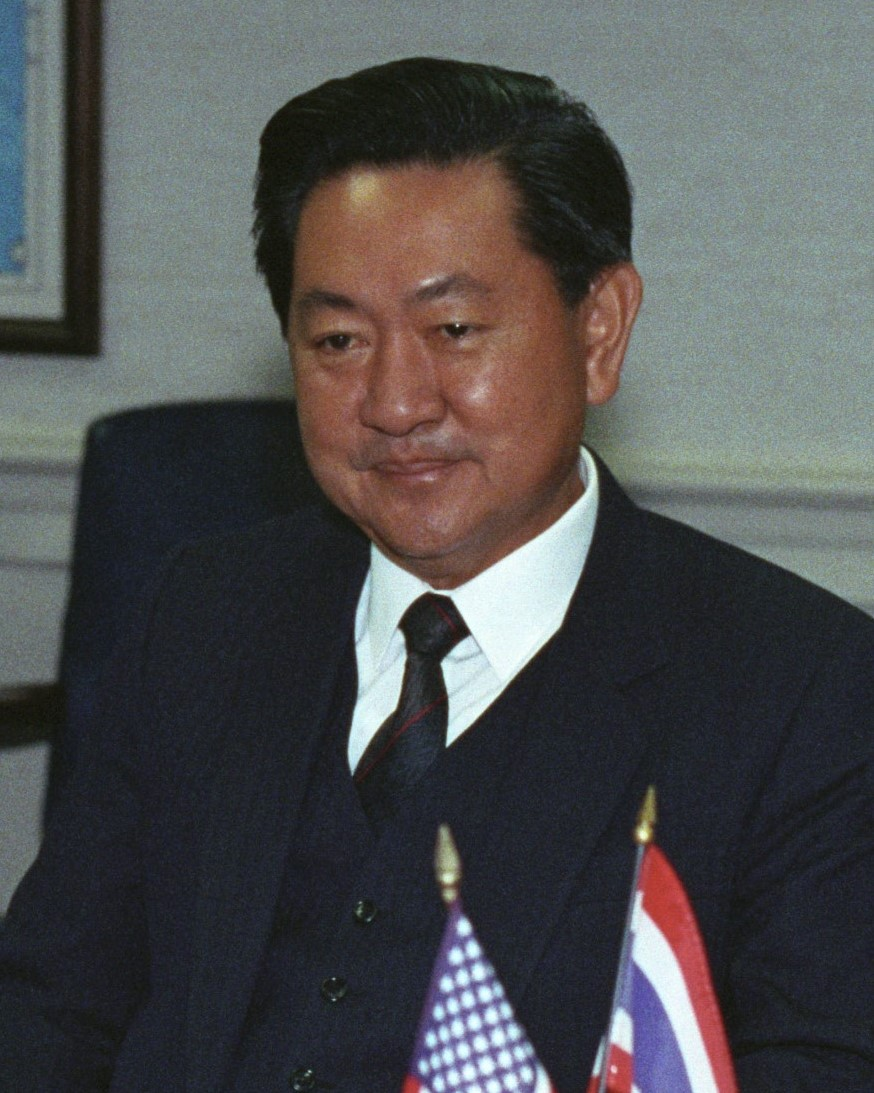
Amnuay Viravan (1993)

Amnuay Viravan (auch Amnuay Wirawan und Amnuay Weerawan; Thai: อำนวย วีรวรรณ; * 22. Mai 1932 in Bangkok; † 18. April 2023 ebenda) war ein thailändischer Politiker, der unter anderem zwischen 1992 und 1994 sowie von 1996 bis 1997 stellvertretender Ministerpräsident sowie mehrmals Minister war.

## Leben
Amnuay Viravan absolvierte nach dem Besuch der Assumption-Schule Bangkok ein Studium an der Chulalongkorn-Universität, welches er mit einem Bachelor of Commerce (B.Comm.) und ein Studium an der University of Michigan, das er mit einem Master of Business Administration (M.B.A.) abschloss. Er war als Beamter im Finanzministerium tätig und unterrichtete als außerordentlicher Professor an der Universität Khon Kaen. Er war zudem zeitweise Berater von Ministerpräsident Thanom Kittikachorn und wurde 1973 Mitglied der Nationalen Gesetzgebenden Versammlung. Er fungierte zwischen dem 16. April 1975 und dem 12. Oktober 1977 als Ständiger Sekretär des Finanzministeriums.
Am 12. März 1980 wurde Amnuay in das erste Kabinett von Ministerpräsident General Prem Tinsulanonda, die 42. Regierung Thailands, berufen und bekleidete in diesem bis zu seiner Ablösung durch Sommai Huntrakul am 11. März 1981 den Posten des Finanzministers. Am 23. September 1992 übernahm er in der 50. Regierung, dem ersten Kabinett von Ministerpräsident Chuan Leekpai den Posten als stellvertretender Ministerpräsident und hatte diesen 8. Juli 1994 inne. Er war nach seinem Austritt aus der Partei der Neuen Hoffnung im Juli 1994 Gründer der Nam-Thai-Partei, die bis zu ihrer Auflösung 1997 bestand. Bei den Wahlen im Juli 1995 erreichte die Nam-Thai-Partei mit 6,3 Prozent der Stimmen 18 Sitze.
Im Kabinett von Ministerpräsident Banharn Silpa-archa war er zwischen dem 18. Juli 1995 und dem 24. November 1996 abermals stellvertretender Ministerpräsident und übernahm als Nachfolger von Kasem S. Kasemsri zusätzlich vom 28. Mai bis zum 14. August 1996 den Posten des Außenministers. Im darauf folgenden Kabinett von General Chavalit Yongchaiyudh, der 52. Regierung Thailands, fungierte er vom 29. November 1996 bis zum 21. Juni 1997 noch einmal als stellvertretender Ministerpräsident und war zudem zwischen dem 29. November 1996 und seiner Ablösung im Zuge der Asienkrise durch Thanong Bidaya am 21. Juni 1997 auch noch einmal Finanzminister.
Für seine Verdienste wurde er unter anderem mit dem Weißen Elefantenorden (Großkreuz), dem Orden der Krone von Thailand (Großkreuz), dem Orden von Chula Chom Klao (Großkreuz) und dem Royal Victorian Order (Knight Commander) ausgezeichnet.

## Weblink
- Amnuay Viravan. In: rulers.org. Abgerufen am 22. Januar 2025 (englisch).